# Juchen Thupten Namgyal
Juchen Thupten Namgyal (tibétain : ཇུཆེན་ཐུབབསྟན་རྣམརྒྱལ, Wylie : 'ju chen thub bstan rnam rgyal ; 1929 Derge, Tibet-31 août 2011, New Delhi) est un résistant et un homme politique tibétain. Il fut Premier ministre et président du Parlement tibétain en exil. Il a battu des records de longévité dans la politique tibétaine en exil et était connu pour ses talents d'orateur. Il est l'auteur d'une histoire du Tibet qui comporte aussi une autobiographie publiée en 2014.

## Biographie
Juchen Thupten Namgyal est né à Meshong dans la région de Derge au Tibet oriental, le Kham.
À l'âge de 17 ans, il se rend à Lhassa puis à Sakya où il étudie la philosophie bouddhiste pendant 2 ans avant de retourner dans sa région d'origine. 
En 1955, Juchen Thupten Namgyal rejoint le Chushi Gangdruk, un mouvement de la résistance tibétaine, et combat l'Armée populaire de libération entrée au Tibet.
Il se rend à deux reprises à Lhassa en tant que représentant de la résistance tibétaine pour informer les autorités tibétaines des brutalités exercées par les autorités chinoises dans le Kham et demander une aide militaire. Son second voyage à Lhassa en 1956 coïncida avec la première conférence du Comité préparatoire à l'établissement de la région autonome du Tibet lors de laquelle il accusa les Chinois de brutalités inhumaines dans le Kham et demanda l'arrêt de l'agression militaire.
En mars 1959, lors du soulèvement tibétain, quand la république populaire de Chine bombarde la résidence du 14e dalaï-lama, Thupten Juchen Namgyal est le leader d'une équipe de soldats volontaires gardant le Norbulingka à Lhassa.
Après sa fuite en exil, il prend la direction de la plus grande des communautés tibétaines en Inde située à Bylakuppe.
Le 25 décembre 1972, Juchen Thupten Namgyal est élu au lors de la 5e Assemblée du parlement tibétain en exil alors appelé la Commission des députés du peuple tibétain et sera son président pendant deux ans, du 8 août 1974 au 4 mai 1976.
Le 11 mai 1976, il est nommé membre du 5e Kashag (conseil des ministres) où il est ministre de l'information du gouvernement tibétain en exil.
Du 24 août 1980 à janvier 1985 puis de septembre 1987 à novembre 1988, il est ministre de l'éducation.
Juchen Thupten Namgyal est ensuite nommé premier ministre (Kalon Tripa) pour deux mandats consécutifs dans la 6e et le 7e Kashag de 1985 à 1990.
En 1979, Juchen Thupten Namgyal dirige la première mission d'enquête au Tibet au cours de laquelle il a visité durant quatre mois, du 24 août au 24 décembre 1979, les trois provinces du Tibet, rencontrant le peuple et enquêtant sur la réalité du terrain au Tibet.
Pendant ce voyage, il rencontre également le 10e panchen-lama et d'autres officiels tibétains, dont Phuntsok Wangyal qui n'occupait alors qu'un modeste poste administratif sans grand pouvoir.
En 1982 et 1984, en tant que représentant du 14e dalaï-lama, Juchen Thupten Namgyal a dirigé des équipes de négociation à Pékin et a discuté de nombreuses questions importantes avec les responsables chinois, y compris le droit à l'autodétermination du peuple tibétain. Les autres membres de cette délégation comprenaient Phuntsok Tashi Takla et Lodi Gyaltsen Gyari.
En 1990, il dirige le « Comité de rédaction de la Constitution » comprenant quatre autres membres : Rikha Lobsang Tenzin, Wangdue Dorjee, Samdhong Rinpoché et Kirti Rinpoché
Ses cinq filles et petits-enfants lui survivent.
En 2014, un ouvrage d'histoire auquel il travailla pendant 16 ans est publié à Dharamsala. Le livre retrace l'histoire récente du Tibet, mettant l'accent sur les principaux changements politiques et sociaux induits par l'occupation du Tibet par la Chine à partir du début des années 1950. Il comporte aussi son autobiographie.